# Філіпп фон Безелагер
Барон Філіпп фон Безелагер (нім. Philipp Freiherr von Boeselager; 6 вересня 1917 — 1 травня 2008) — німецький офіцер, майор вермахту. Кавалер Лицарського хреста Залізного хреста.

## Біографія
Філіп і його старший брат Георг народилися в родині баронів фон Безелагер в родовому маєтку — замку Гаймерцайм, недалеко від міста Бонна. У 1935 році Філіп вступив на службу до війська нацистської Німеччини. У віці 25 років, будучи лейтенантом він брав участь в підготовці замаху на Адольфа Гітлера.
Філіп і його брат Георг повинні були знайти вибухівку для замаху. Перші спроби замаху не вдалися з тих чи інших причин. Тоді його безпосередній начальник видав йому пістолет Walther P38 наказав застрелити Гітлера і Гіммлера з нього, але Гіммлер на зустріч з Гітлером не прийшов і змовники не наважилися вбивати одного тільки Гітлера, оскільки сили СС під командуванням Гіммлера взяли б ситуацію під свій контроль і замах не досяг би своєї мети.
Замахи з тих чи інших обставин провалювалися і закінчилося все це тим, що після невдалого замаху 20 липня 1944 року велика частина змовників була заарештована. Але Філіппу і Георгу вдалося уникнути їх долі, в тому числі і тому, що ніхто під тортурами не назвав їхніх імен співучасниками. Георгу вдалося уникнути затримання шляхом того, що він виїхав на Східний фронт, проте 27 серпня 1944 року він був убитий в бою при відбитті атаки радянських військ.
Після війни Філіпп скромно працював економістом не привертаючи до себе ніякої уваги і лише в 2003 році він розкрив Німеччині і світу документи, що розкривають деталі плану «Валькірія», а також імена всіх його учасників, в тому числі і не спійманих. Німеччина і Франція визнали його героєм, і в останні чотири роки до нього прийшла слава. Його часто відвідували шкільні делегації, а також делегації безлічі відомих людей. Тоді ж голлівудські студії викупили його історію і вирішили зняти по ній фільм Операція «Валькірія».
Філіп був останнім живим учасником змови 20 липня. 18 квітня він дав своє останнє інтерв'ю, яке буде показано на прем'єрі фільму Операція «Валькірія». Барон Філіпп фон Безелагер помер 1 травня 2008 року в своєму родовому маєтку — замку Кройцберг.

## Нагороди
- Залізний хрест 2-го і 1-го класу
- Медаль «За зимову кампанію на Сході 1941/42»
- Нагрудний знак «За участь у загальних штурмових атаках»
- Нагрудний знак ближнього бою в бронзі
- Почесна застібка на орденську стрічку для Сухопутних військ (5 січня 1944)
- Лицарський хрест Залізного хреста (20 липня 1944) — як майор і командир 1-го батальйону кавалерійського полку «Центр» 3-ї кавалерійської бригади.
- Нагрудний знак «За поранення» в сріблі (1944)
- Почесний член Рейнського лицарського товариства
- Почесний голова Асоціації німецьких лісовласників
- Золота медаль Палати землевласників Рейнланд-Пфальцу (1982)
- Медаль Андреаса Гермеса Німецької асоціації фермерів (1987)
- Орден «За заслуги перед Федеративною Республікою Німеччина» , командорський хрест (20 квітня 1989)
- Медаль професора Нікласа в золоті Федерального міністерства продовольства та сільського господарства Німеччини (8 вересня 1997)
- Почесний член Католицького Німецького союзу студентів (2000)
- Орден Почесного легіону, офіцер (Франція) (січень 2004)
- Почесний член Асоціації лісовласників Рейнланд-Пфальцу (2005)
- Почесний громадянин району Арвайлер (15 червня 2005) — перший нагороджений.
- Орден «За заслуги перед землею Рейнланд-Пфальц» (грудень 2007)